# 取締役職務代行者
取締役職務代行者（とりしまりやくしょくむだいこうしゃ）とは、取締役としての職務執行を停止させられた者に代わって、その取締役としての職務を代行する者である。現任の取締役の地位を争う訴訟が提起された状況で、判決確定までの間の当該取締役の職務執行停止に加えてその職務を代行する者が必要と認められた場合に、裁判所の仮処分によって選任される。取締役職務代行者の権限は会社の常務に限定され、それ以外の行為をする場合には裁判所の許可が必要である。取締役職務代行者としての権限は、本案訴訟の判決確定または選任仮処分の取消しによって消滅する。

## 選任
取締役選任決議の不存在や無効、取消し、あるいは解任の訴えがなされ、判決が確定するまでその取締役に職務を継続させることが適切でないと考えられる場合には、当該取締役の職務執行停止の仮処分を申し立てることができる。あわせて当該取締役に代わって取締役としての職務執行を代行する者の選任の仮処分を申し立てることもできる。職務執行を代行する者の選任の申立てを行う者は、当該取締役に関する選任の瑕疵または解任事由と、職務執行を継続させることで回復不能な損害が生じるおそれなどに加えて、職務執行停止の仮処分により取締役の員数を欠くなど会社の業務に支障をきたすことを疎明しなければならない。この申立てが認められ裁判所の仮処分決定によって取締役の職務を代行する者として選任された者が取締役職務代行者である。
代表取締役の場合は代表取締役職務代行者と呼ばれる。取締役職務代行者には、弁護士が選任されることが多い。
取締役職務代行者の報酬については、選任した裁判所が定める。取締役の職務執行停止や取締役職務代行者選任の仮処分が下された場合の登記は嘱託される。その仮処分の変更・取消しについても同様である。
なお、代表取締役職務代行者選任の仮処分がなされた場合、その仮処分の異議申立てや本案訴訟で会社を代表する者が誰であるかについては、代表取締役職務代行者であるとする説と職務執行を停止された代表取締役であるとする説、さらに、異議申し立てについては代表取締役であるが本案訴訟では代表取締役職務代行者であるとする説などがある。本案訴訟については、職務執行停止中の代表取締役は仮処分に定めがない限り一切の職務から排除されることから代表取締役職務代行者が会社を代表するとした判例がある。ただしこれに対しては、職務執行停止中の代表取締役自らに防御させる方が妥当であるとする批判もある。

## 権限
取締役職務代行者の権限は会社の常務（会社の事業の通常の経過に伴う業務）に限定されており、募集株式の発行・定款変更・事業譲渡などは含まれない。取締役解任のための臨時株主総会の招集についても会社の常務に含まれないとした判例もある。取締役職務代行者がこれら会社の常務以外について取締役会で決議に加わったり、代表取締役職務代行者が会社の常務以外の業務執行を行う場合には、選任された仮処分命令に特段の定めがない限り、裁判所の許可が必要である。ただし、取締役職務代行者が許可を得ずに権限を越える行為をしたとしても、会社は善意の第三者には対抗できない。
常務に属さない行為の許可は、取締役職務代行者が、具体的な行為ごとに本店の所在地を管轄する地方裁判所に対して申し立てる。申立てには許可を要する事情の疎明が必要である。諾否の判断は裁判所の裁量にゆだねられており、許可の場合は理由も不要である。裁判所は会社への影響の大きさと必要性を考慮して判断することになる。申立てが却下された場合は抗告することができるが、許可された場合の不服申立ては認められていない。

## 終任
取締役職務代行者選任の仮処分は本案訴訟の判決確定で効力を失い、取締役職務代行者は当然にその地位を失う。職務執行停止となった取締役が退任して新たな取締役が就任した場合、取締役職務代行者が当然にその地位を失うか否かについては議論がある。多数説では事情の変更があるとして仮処分が取り消されない限り取締役職務代行者の地位は継続されるとしており、判例もこの見解を支持している。